# Кырыми Селим Баба
Кырыми Селим Баба (или Селим Диване) (ум. 1756-57) — турецкий суфий, поэт, писатель, шейх ордена Кадирийе.

## Биография
Уроженец Крыма. Получил образование в Стамбуле и стал кади. Служил кади на Балканах, в Скопье. Затем обратился к суфизму. Учился у Шейха Мухаммеда Эфенди, а после его смерти у Хусейна Эфенди. Последние годы жизни провел в городке Копрюлю на территории нынешней Болгарии.

## Творчество
Был знаменит искренней религиозностью и частыми экстатическими состояниями, за что получил прозвище «Диване». Написал несколько суфийских трактатов и был обладателем «Дивана». Считается классиком тасаввуфа в Турции. Два его трактата особенно известны, они касаются разных аспектов теории и практики суфизма. Его «Бурхануль-арифин ве Неджату ль-Гафилин» («Доказательство знающих и спасение невнимательных») стал хрестоматийным произведением, в котором дано ясное, пошаговое разъяснение, что значит путь суфия и как ему следовать. Это сочинение было впервые издано турецкими учеными в 1998 году. Отдельные стихотворения, в том числе из вышеупомянутых трактатов, представляют собой образцы суфийских тевхидов и гимнов-иляхи с мотивами искренней любви к Богу, тоски по Нему, страстного томления, готовности к самопожертвованию во имя воссоединения с Божеством, исполненных в лучших традициях романтической суфийской поэзии.